# Водотік
Водоті́к — водний об'єкт, який характеризується постійним або тимчасовим рухом (потоком) води в руслі в напрямку загального ухилу (річка, струмок, канал).
У гідрології водотоки поділяються на такі категорії:
- за наявністю стоку — постійні (річки, струмки) та тимчасові водотоки (річки, що пересихають);
- за походженням — природні (річки) та штучні (канали) водотоки.

Це слово плутають зі словом «водостік», яке вживають на позначення водопровідного жолоба, труби тощо.
Важлива характеристика водотоків — їхній гідрологічний режим.

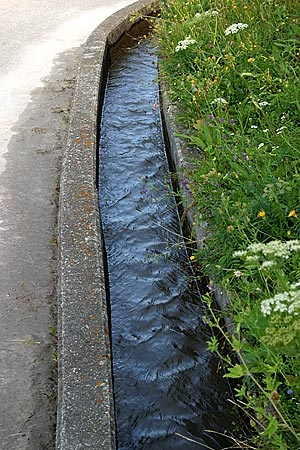
Малий канал
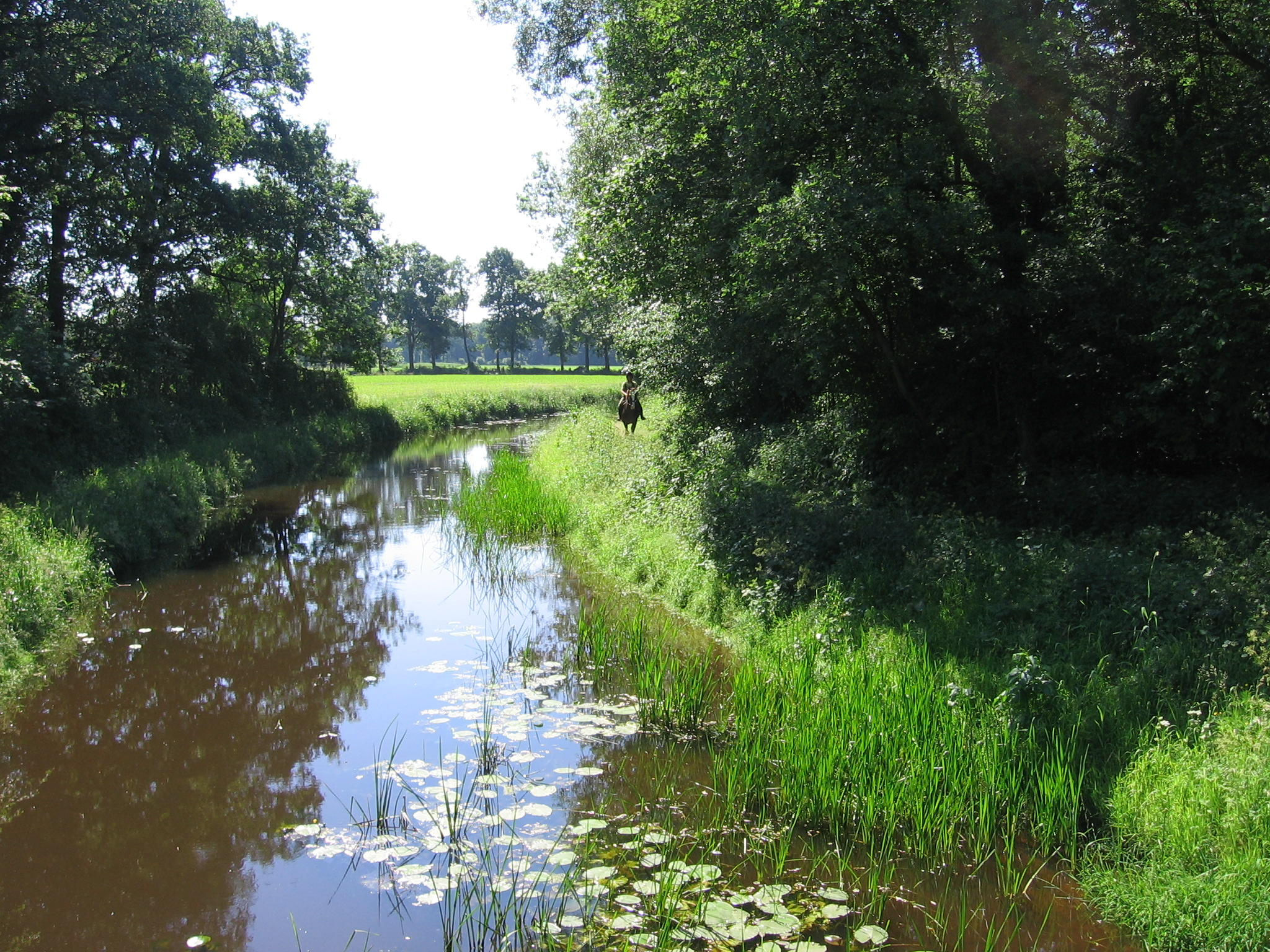
Річка
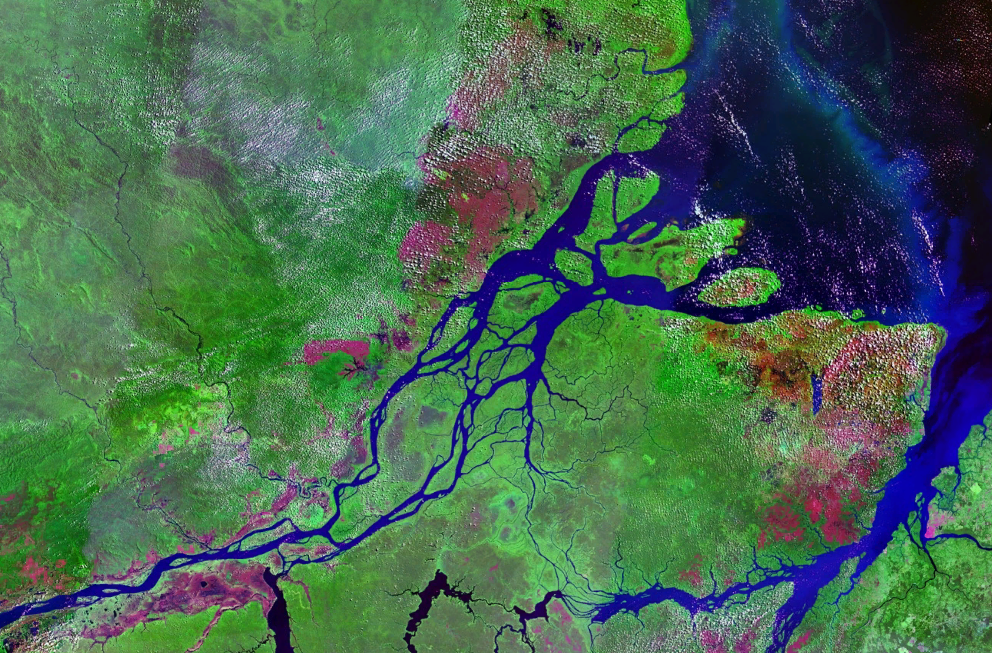
Річкова дельта